# 浅沼麗子
浅沼 麗子（あさぬま れいこ、1973年4月29日 - ）は、日本の女優、モデル。東京都出身、東京外語専門学校出身。身長160cm、血液型O型。改名前は浅沼 順子（あさぬま じゅんこ）の芸名で活動していた。
映画デビュー作は『櫻の園』。1996年、写真集『CLIMAX』でヌードを披露し、以降、セクシー路線のビデオ映画数作で主演も務めた。

## 主な出演作品

### 映画
- 櫻の園（1990年、中原俊監督）
- 悪の華（1997年、篠原哲雄監督）
- 極道の妻たち・赤い殺意（1999年、関本郁夫監督）

### オリジナルビデオ
- ほんとにあった怖い話（1991年）- 主演
- REDZONE REIKO レッドゾーン・レイコ（1998年）- 主演・兵藤レイコ（刑事）
- 監禁逃亡 淫魔（1998年）- 主演・リエ
- 投稿写真の女（1999年）- 主演
- 安藤組外伝 群狼の系譜3（1999年）

### テレビドラマ
- たったひとりの卒業式（1991年3月6日、日本テレビ系）
- タブロイド 第5話（1998年11月11日、フジテレビ系）
- なっちゃん家 第5回（1998年10月31日、テレビ朝日系）

## 写真集
- 櫻の園（1991年7月、サン出版）映画出演者複数名
- CLIMAX（1996年9月、英知出版）
- shapes（1997年6月、英知出版）
- EROVOGUE（1998年12月、新潮社）6名のオムニバス

## イメージビデオ
- CRIME（1996年11月、英知出版）
- カーニバル（1997年4月、英知出版）